# Liria-Palast

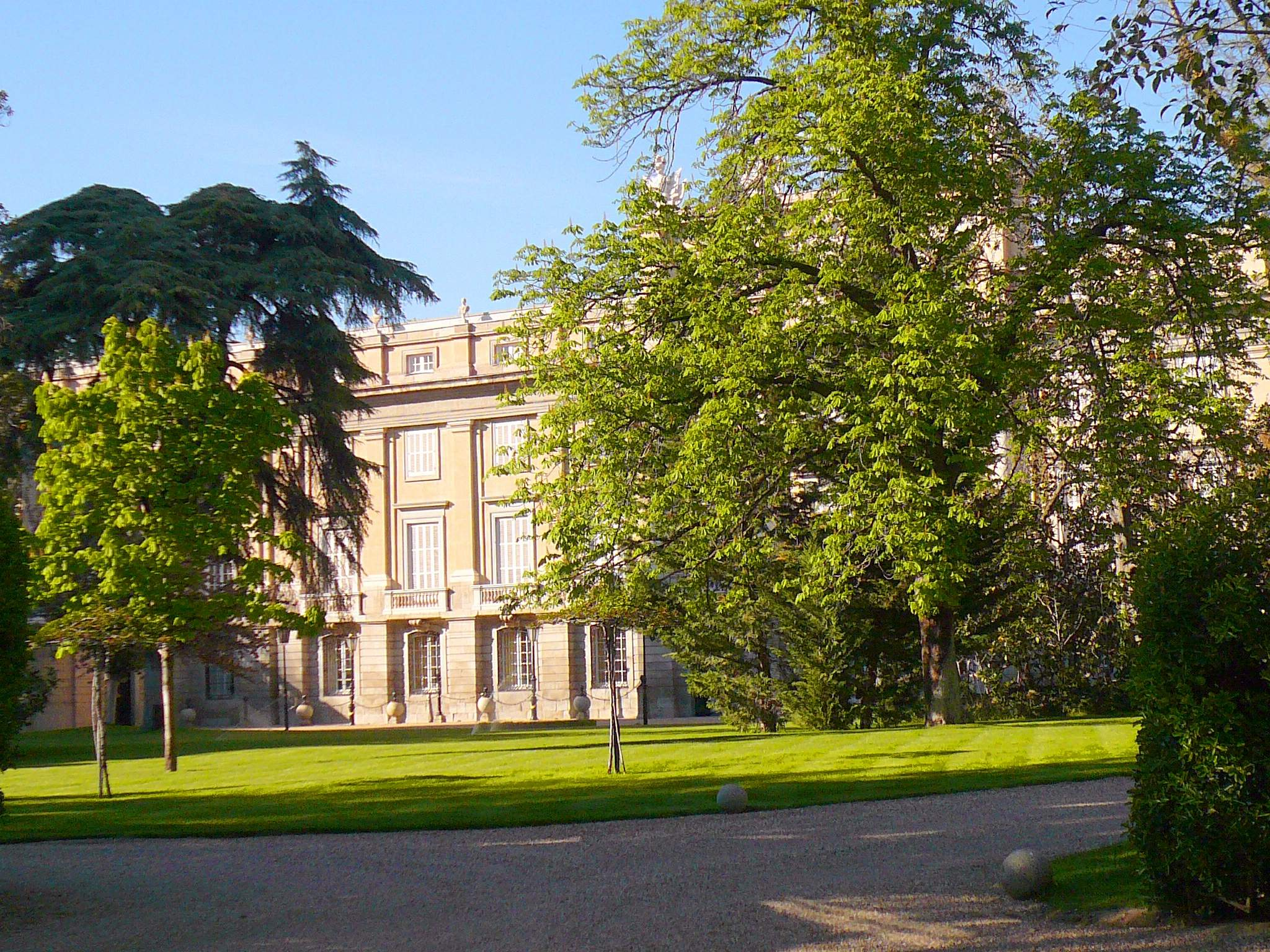
Madrid – Liria-Palast von der Straßenseite

Der Liria-Palast (spanisch Palacio de Liria) ist ein Stadtpalais in Madrid und seit Beginn des 19. Jahrhunderts die offizielle Residenz des Hauses der Herzöge von Alba in Madrid; das Ende des 18. Jahrhunderts im neoklassischen Stil erbaute Palais beherbergt eine der bedeutendsten privaten Kunstsammlungen und historische Archive. Mit über 200 Zimmern auf 3500 m² und seinen Gärten ist der Palast die größte in Privatbesitz befindliche Residenz in Madrid und wird in seiner Größe nur vom Palacio Real übertroffen.

## Hintergrund
Der Palast wurde von dem in Liria geborenen (daher der Name) James Fitz-James Stuart, 3. Herzog von Berwick, in Auftrag gegeben, ein Nachkomme von James Fitzjames, 1. Duke of Berwick, der für seine Erfolge im spanischen Erbfolgekrieg 1707 in den spanischen Herzogstand erhoben wurde und auch den Titel des Herzogs von Liria hielt; erbaut wurde er ab 1767 ursprünglich unter dem französischen Architekten Louis Guilbert und nach 1771 von dem Architekten Ventura Rodríguez fertiggestellt. Im frühen 19. Jahrhundert ging der Palast in das Erbe des Hauses Alba über, nachdem Maria Cayetana de Silva, 13. Herzogin von Alba kinderlos starb und deren Titel als 14. Herzog von Alba auf ihren Großneffen (damals auch 7. Duke of Berwick) überging. Eugénie de Montijo (von 1853 bis 1870 als Ehefrau Napoleons III. Kaiserin der Franzosen) war eine Großtante des damaligen Herzogs von Alba. Sie starb  im Juli 1920 im Alter von 94 Jahren während eines Besuchs im Liria-Palast.

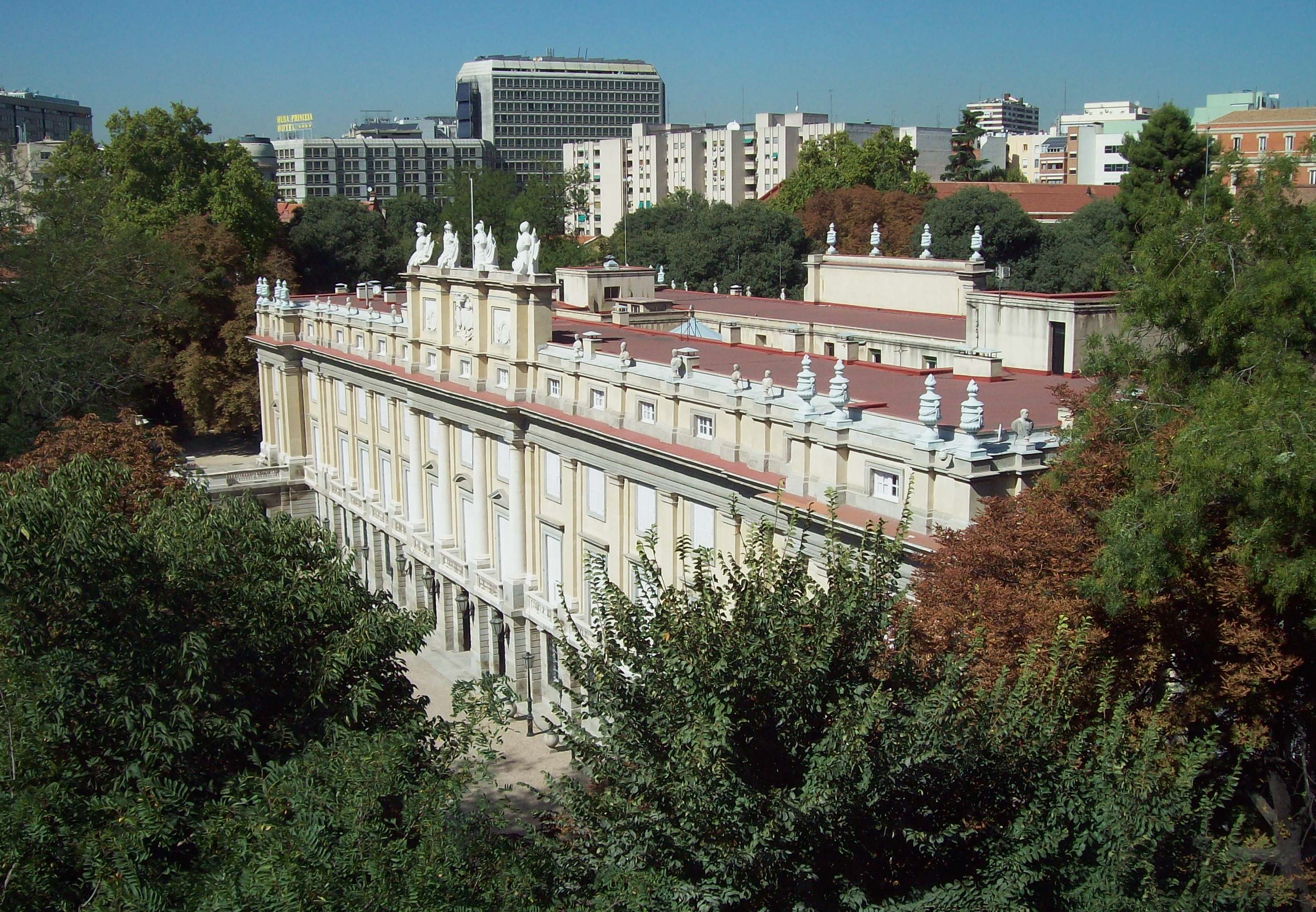
Fassade des Liria-Palasts

Anfang des 20. Jahrhunderts wurde der bekannte englische Architekt Edwin Lutyens mit einer Modernisierung beauftragt; die Arbeiten wurde aber nicht sofort ausgeführt. Das gesamte Gebäude brandte 1936 im spanischen Bürgerkrieg bis auf die Fassaden aus, wobei die Kunstschätze und Inneneinrichtung weitgehend erhalten geblieben ist, nachdem diese vor dem Krieg u. a. in das Prado-Museum, dem Banco de España oder der britischen Botschaft ausgelagert worden waren. Der Palast wurde ab 1948 von Jacobo Fitz-James Stuart, 17. Herzog von Alba, und seiner Tochter Cayetana Fitz-James Stuart, 18. Herzogin von Alba, die von 1955 bis 2014 das Haus von Alba leitete, wiederaufgebaut, teilweise unter Verwendung der Pläne von Lutyens.
Die 18. Herzogin von Alba hatte ihren offiziellen Wohnsitz im Liria-Palast. Sie bevorzugte später den Palacio de las Dueñas in Sevilla, wo sie auch starb. Ihr Sohn und Erbe Carlos Fitz-James Stuart (* 1948), 19. Herzog von Alba, wohnt bis heute im Liria-Palast.

## Kunst und Dokumente

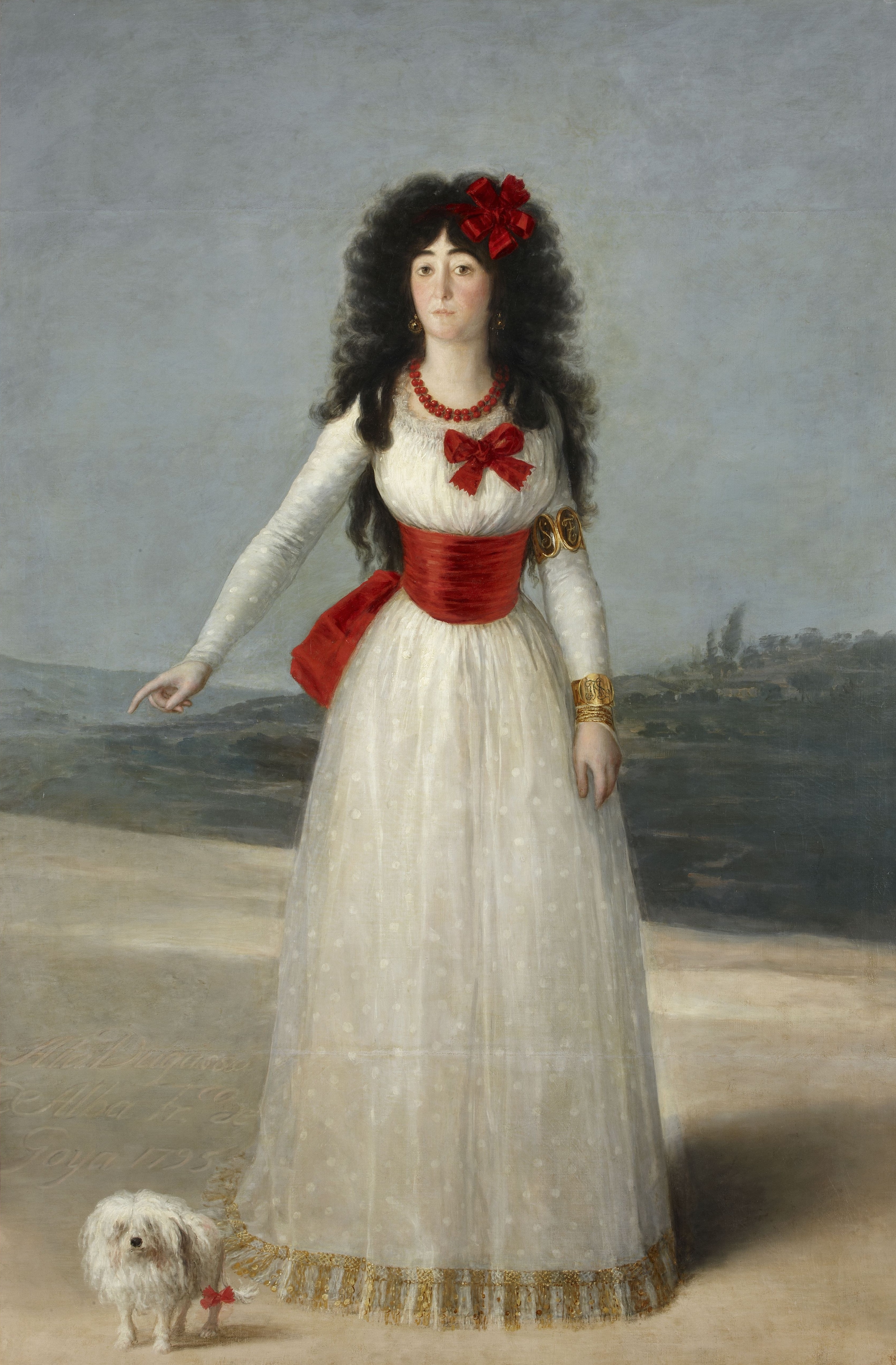
María Cayetana de Silva, 13. Herzogin von Alba, Porträt von Goya im Goya Saal des Liria-Palasts

In der Kunstsammlung finden sich Gemälde der spanischen Schule (u. a. Goya (Porträt der 13. Herzogin von Alba), El Greco, Zurbarán und Velázquez), sowie italienischen, flämischen (u. a. Rubens) und französischen Schulen, sowie eine Reihe von Porträts von Franz Xaver Winterhalter. In der Bibliothek befinden sich zur Ansicht historische Dokumente, u. a. handschriftliche Notizen von Christoph Kolumbus, eine Erstausgabe vom Don Quijote, die erste in Kastilisch verfasste Bibel, sowie verschiedene Adelsprivilegien und -urkunden (so auch das Privileg, mit dem der spanische König Felipe V. 1707 dem Marschall von Berwick für seinen Sieg in der Schlacht bei Almansa das Herzogtum Liria und Xérica gewährte), Briefwechsel der Familie mit historischen Persönlichkeiten und verschiedene Dokumente der Kaiserin Eugénie de Montijo.

## Besuche
Der in Privatbesitz befindliche Palast wurde erst im September 2019 einem breiten Publikum zum Besuch geöffnet; geführte Besichtigungen der Prunksäle und der Bibliothek können seither über das Internet reserviert werden.